# 진릿값
진리값(truth value)은 논리학의 용어로, 어느 명제의 내용이 참인지 거짓인지를 나타내는 값이다. 영어의 True와 False를 따라 T는 참, F는 거짓으로 나타내기도 한다. 진위값, 논리값(logical value)이라고 하기도 한다.
여러 프로그래밍 언어에서 조건이 참인지 거짓인지 표현하는 논리 연산에 사용된다. 참을 1(디지털 신호의 ON), 거짓을 0(디지털 신호의 OFF)으로 처리하는 것을 정논리라고 하고 반대로 처리하는 것을 부논리라고 한다.
모든 조건에 대한 논리 연산의 결과를 표에 나타낸 것을 진리표라고 한다.
한편 진릿값(眞理값)이 '명제나 명제 변수가 취하는 값'이라고 정의해본다면 일반적으로 ‘참’과 ‘거짓’의 값을 이르나, 다치 논리(多値論理)에서는 그 외의 값도 상정하며 퍼지 논리학에서는 무한한 수로 다루기도 한다.

## 현대 논리학의 분류
진리값에대한 기준으로 비표준논리학을 포함하는 현대 논리학들을 비교해보면 다음과 같다.
| 진리값                                           | 개수     | 논리학                                         |
| ------------------------------------------------ | -------- | ---------------------------------------------- |
| 참과 거짓의 2치(二値)논리학                      | 2        | 이치논리학, 양상논리학, 시제논리학, 의무논리학 |
| 3이상                                            | 유한     | 다치 논리학, 3치논리학                         |
| 논증과 반증의 2개의 진리값                       | 2        | 직관논리학                                     |
| 가능한 수                                        | 무한     | 퍼지논리학                                     |
| 불특정(X에 존재하면서 동시에 Y에 존재할 수 있다) | 불확실성 | 양자논리학                                     |

이처럼 진리값은 논리학이 바라보는 대상에 따라 바뀔수있다는것은 논리학이 결과를 위한 학문으로서뿐만 아니라 과정을 위한 학문으로서 인간의 사유영역을 확장하고 탐구의 영역을 확보하는데 필수불가결한 것으로 여겨진다.

## 같이 보기
- 불 대수
- 진리식